# لخضر بن شريف
لخضر بن شريف (1899-1967) شاعر جزائري مشهور. إصدرت العديد من قصائده لاحقًا كأغاني شعبية واشتهرت منها العديد من الفنانين، بما في ذلك المطرب الجزائري عبد الله المناعي. كانت والدة بن شريف من أصل تركي.